# Vásárhelyi K. Péter
Vásárhelyi K. Péter (Kézdivásárhely, ? – Nagyenyed, 1666) református főiskolai tanár, nyelvtudós.

## Életpályája
Vásárhelyi K. Péter Kézdivásárhelyen született, nevét születése helyéről írta Kézdi Vásárhelyinek. Tanulmányaitt Szatmáron és Gyulafehérváron végezte, ahol tanárai Alsted, Opitz, Piscator, Basirius, Geleji és Bisterfeld voltak, kik által a keleti nyelvekben és a bibliai tudományokban képezte magát, majd a németalföldi és az angliai egyetemeket látogatta. Hazatérve, előbb Gyulafehérváron, majd Nagyenyeden volt tanár.
Nagyenyeden hunyt el 1666-ban.

## Munkái
- Disputatio Theologica. De Fide Primi Theologiae Parte... (Cibinii, 1665)
- Disputatio Theologica. De Natura & Partitione Theologiae...(Cibinii, 1665)

Bod után Horányi így sorolja fel munkáit: 1. Politia Ecclesiastica. 2. Exegesis in Apocalypsim Joannis Theologi. 3. Exegesis in medullam Theologicam Amesii.